# William Hyde Wollaston
William Hyde Wollaston (ur. 6 sierpnia 1766 w East Dereham, Norfolk, zm. 22 grudnia 1828 w Londynie) – chemik brytyjski. Laureat Medalu Copleya.

## Życiorys
W latach 1784–1788 studiował w Gonville and Caius College na Uniwersytecie Cambridge; w roku 1793 uzyskał tam tytuł doktora medycyny .
W roku 1797 porzucił praktykę lekarską na rzecz pracy naukowej . W 1802 roku skonstruował refraktometr, a w 1809 goniometr. W 1807 skonstruował urządzenie pozwalające na odwzorowanie modelu w doskonałej perspektywie, które sam nazwał camera lucida. W 1812 zaprojektował prosty obiektyw znany jako obiektyw pejzażowy Wollastona używany początkowo w camera obscura, a w późniejszy czasie także w pierwszych dagerotypach. W 1813 lub 1815 stworzył własne ogniwo galwaniczne zbudowane z płyty ołowianej, zwiniętej w kształt litery U z umieszczoną wewnątrz płytką cynkową. W 1803 odkrył pallad i – wraz z Smithsonem Tennantem – osm, a w 1804 rod.
Od 1793 był członkiem Royal Society, a w latach 1804-1816 pełnił funkcję sekretarza towarzystwa. Na cześć uczonego nazwano minerał wollastonit.